# عبد الرشيد غازي
إمام مولانا عبد الرشيد غازي (1964-2007) عالمًا إسلاميًا ودبلوماسيًا باكستانيًا، شغل منصب خطيب المسجد الأحمر والرئيس التنفيذي لجامعة الفريدية. قبل ذلك، عمل لفترة وجيزة في اليونسكو، إحدى الوكالات المتخصصة التابعة للأمم المتحدة.
هو نجل محمد عبد الله غازي، والأخ الأصغر عبد العزيز غازي.
تم اغتيال عبد الرشيد أثناء حصار المسجد الأحمر.